# Arie Berends
Arie Berends (Maasland, 24 september 1913 – Zeist, 17 mei 1994) was een Nederlands politicus van de ARP.
Hij werd geboren als zoon van de gereformeerde predikant J.J. Berends (1865-1955). Zelf ging hij in 1933 als volontair werken bij de gemeente Veenendaal. Via klerk 3e klasse bracht hij het daar tot hoofdcommies A en waarnemend gemeentesecretaris. In februari 1957 werd Berends benoemd tot burgemeester van de gemeenten Meerkerk, Leerbroek en Nieuwland. In oktober 1978 ging hij daar met pensioen en in 1994 overleed hij op 80-jarige leeftijd.